# جيمس ويليام شوب
جيمس وليام شوب (ولد في 17 سبتمبر 1941م) هو عالم متخصص في علم الأحياء المائية وأستاذ علوم الأرض في جامعة كاليفورنيا بلوس أنجلوس.
كما أنه مدير مركز التطور ودراسة أصل الحياة، وعضو في قسم علوم الأرض والفضاء، ومعهد الجيوفيزياء والفيزياء الكوكبية، ومعهد البيولوجيا الجزيئية في جامعة كاليفورنيا.
ويرجع سبب شهرته الشديدة إلى دراسته للحياة في بدائيات النواة في صخر القمة الأسترالي، نشر شوب على نطاق واسع المراجعات التي استعرضها النظراء حول أصل الحياة على سطح الأرض وهو أول من اكتشف الأحافير الدقيقة في العصر الحجري في رواسب ستروماتوليت في أستراليا (1965م)، وجنوب أفريقيا (1966م)، وروسيا (1977م)، والهند (1978م)، والصين (1984م)، كما عمل كمحقق رئيسي لناسا في عينات القمر 1969-1974م.

## أقدم الأحافير
شوب هو مكتشف واحد من أقدم الأحافير الصغيرة على الأرض، كان أول من اكتشف الحفريات التي تعود لما قبل العصر الكمبري في عام 1987م. وبالإشتراك مع بوني باركر أعلن عن وجود حفريات صغيرة من فترة ما قبل العصر الأركشي في شمال شرق إستراليا الغربية.
وأشار أيضاً إلى أن الخلايا الظاهرية هي الخلايا الزرقاء والتي قد تكون مسئولة عن عميل التمثيل الضوئي باستخدام الأكسجين في الحفريات القديمة التي تعود إلى حوالي 3.3 مليار سنة. وكانت هذه أقدم حفرية معروفة في ذلك الوقت، ومع ذلك فقد وجد براسير أحفورة قديمة (أقدم من 3.5 مليار سنة) في نفس المنطقة في عام 2011م.